# نيكولاس نيكولاو
نيكولاس نيكولاو (10 مايو 1979 في قبرص - ) هو لاعب كرة قدم قبرصي في مركز الدفاع. لعب مع أولمبياكوس نيقوسيا ودوكسا كاتوكوبياس ‏ وألكي لارانكا ‏ وDigenis Akritas Morphou FC ‏.

## وصلات خارجية
- نيكولاس نيكولاو على موقع قاعدة بيانات كرة القدم.إي يو (الإنجليزية)
- نيكولاس نيكولاو على موقع عالم كرة القدم.نت (الإنجليزية)